# Карлос Фонсека
Карлос Фонсека Амадор (шп. Carlos Fonseca Amador; 23. јун 1936 — 8. новембар 1976) био је никарагвански учитељ, политичар, револуционар и једна од кључних личности Никарагванске револуције. Један од оснивача и вођа Сандинистичког фронта националног ослобођења (ФСЛН).

## Биографија
Карлос Алберто Фонсека Амадор је рођен у Матагалпи у породици Аугустине Фонсеке Убеде. Његов отац, Фаусто Амадор Алеман, члан утицајне династије садница кафе Амадор, у почетку није потврдио очинство, али је касније омогућио сину да стекне добро образовање.
Одрастао је са вредном мајком и продавао новине пре и после наставе. Од 1950. Фонсека се придружио разним политичким групама; убрзо је постао одушевљен марксизмом. Године 1955. почео је да студира право на Универзитету у Манагви.
Након убиства председника Анастасија Сомозе Гарсије 29. септембра 1956, Фонсека је два месеца био у затвору. Године 1957. путовао је као делегат на 6. Светски фестивал омладине и студената у Москву, а затим шест месеци боравио у Совјетском Савезу и источној Европи.
У фебруару 1959. посетио је Кубу и тамо упознао Фидела Кастра. Нешто касније, Фонсека је био у кампу за обуку никарагванских побуњеника у јужном Хондурасу. Дана 24. јуна 1959. године, ове побуњенике су сломиле никарагванске и хондурашке трупе, а Карлос Фонсека је заробљен.
Након пуштања на слободу, Фонсека је основао Сандинистички фронт националног ослобођења (ФСЛН) 23. јула 1961. године. Изјавио је да је ватрени присталица Кубанске револуције и водио две оружане кампање против режима Сомозе 1963. и 1964. године, које су пропале након неколико дана. Преузео дужност генералног секретара ФСЛН-а 1966. године, а 1968. позвао је студенте да дигну оружје против диктатора Анастасија Сомозе Дебејла. Годину дана касније водио је кампању за јединство свих опозиционих снага, пре свега за савез радника, сељака, пољопривредника и средње класе.
Ухапшен је у Костарици 1969. и остао је у затвору све док га сандинистички командоси нису ослободили 1971. године. Отишао је на Кубу и вратио се илегално у Никарагву тек у септембру 1975. године. Дана 8. новембра 1976, командујући војним одредом Сандинистичког фронта, погинуо је у акцији против Сомозине Националне гарде у планинским областима Никарагве.
Због слабог вида, Фонсека је од детињства морао да носи јаке наочаре. Касније су ове наочаре постале његов „заштитни знак”. Био је ожењен са Маријом Теран, са којом има двоје деце, сина Карлоса и кћерку Тању.
После победе револуције, постхумно је одликован титулом Националног хероја Никарагве, као врховни командант Сандинистичке народне револуције. Његови остаци су 1979. пронађени, ексхумирани и поново сахрањени у маузолеју Централног парка Манагве, поред посмртних остатака пуковника Сантоса Лопеза. Процењује се да је у погребној церемонији учествовало око 100.000 људи.